# Tetragnatha viridis
Tetragnatha viridis este o specie de păianjeni din genul Tetragnatha, familia Tetragnathidae, descrisă de Charles Athanase Walckenaer în anul 1842. Conform Catalogue of Life specia Tetragnatha viridis nu are subspecii cunoscute.